# Lycée professionnel agricole de Saint-Joseph
Le lycée professionnel agricole de Saint-Joseph est un lycée professionnel de l'île de La Réunion, département d'outre-mer français dans le sud-ouest de l'océan Indien. Situé au 24, rue Raphaël Babet, à Saint-Joseph, il a été imaginé par le maire Raphaël Babet à la fin des années 1940, puis été conçu selon la grammaire du Mouvement moderne par le cabinet de l'architecte Jean Bossu, où le projet est surtout suivi par Fabien Vienne, avant d'être finalement construit de 1950 à 1955.
À son ouverture, cette dernière année, il est le premier établissement d'enseignement secondaire à dispenser un enseignement agricole à La Réunion.

## Historique
Depuis 2023, le nom d'Angelo Lauret apparaît sur le fronton du lycée. 